# Пельпор, Пьер
Пьер Пельпор (фр. Pierre Pelleport; 1773—1855) — французский военный деятель, генерал-лейтенант (1823 год), барон (1811 год), виконт (1823 год), участник революционных и наполеоновских войн. Имя генерала выбито на Триумфальной арке в Париже.

## Биография
Родился в семье буржуа Батиста Пельпора (фр. Jean Baptiste Pelleport) и его супруги Розы Жермен (фр. Rose Germain).
24 июня 1793 года был мобилизован в 8-й батальон волонтёров Верхней Гаронны. Служил в Армии Восточных Пиренеев. 25 декабря 1793 года стал младшим лейтенантом. В конце 1793 года его батальон влился в состав 6-й временной полубригады. Под началом Марбо участвовал во взятии Памплоны 4 ноября. 17 ноября в битве при Сан-Льоренс-де-ла-Муге со своим батальоном захватил 30 орудий, 10 редутов, 2 знамени и 1200 пленных. 20 ноября, под командой генерала Дюгомье, участвовал во взятии Фигераса. В конце 1795 года переведён в Итальянскую армию генерала Шерера. 21 марта 1796 года его батальон влился в состав 69-й полубригады, которая 11 апреля 1796 года стала 18-й полубригадой линейной пехоты и вскоре получила от главкома Итальянской армии Бонапарта прозвище «Храбрая 18-я» (фр. Brave 18e). Принимал участия в сражениях при Монтенотте, Лоди, Арколе и Риволи. 20 апреля 1797 года произведён в лейтенанты. 16 сентября 1797 года стал лейтенантом штаба полубригады.

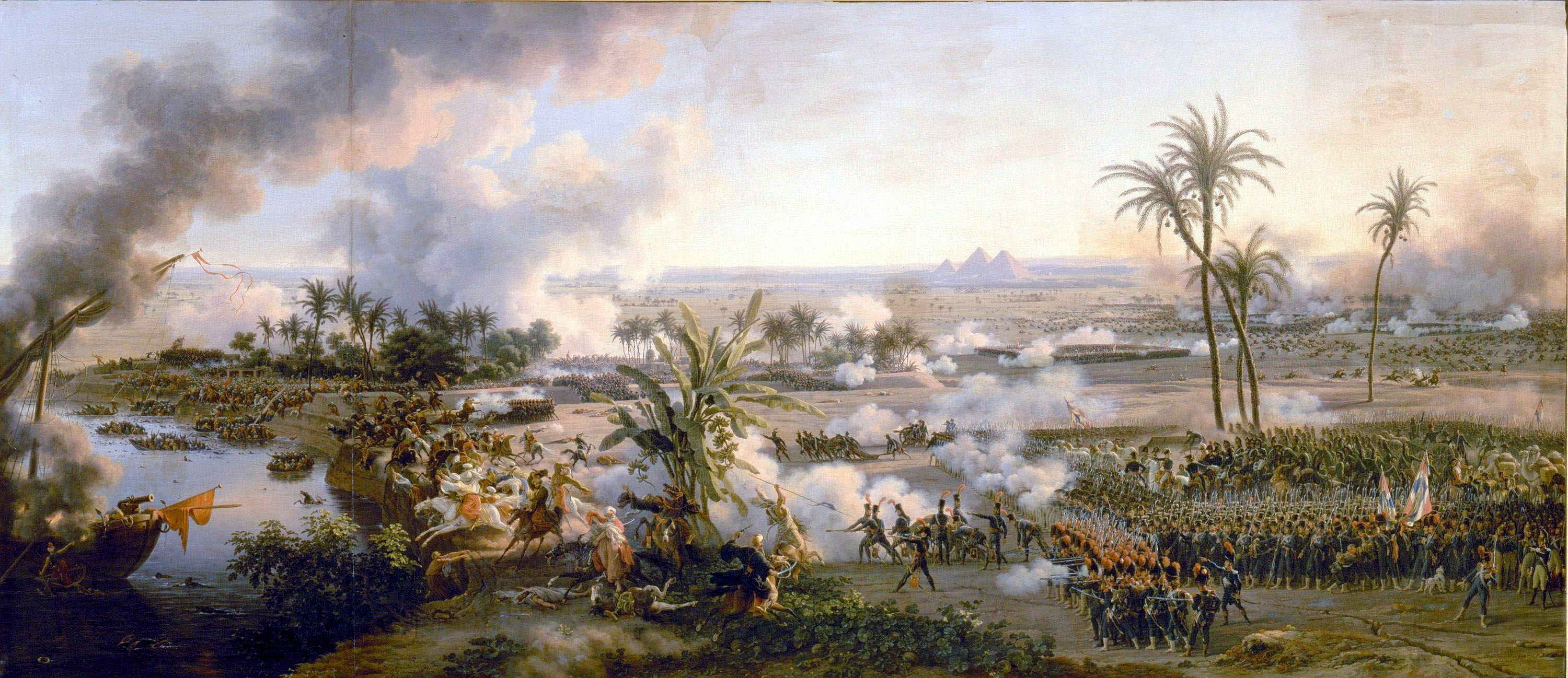
Картина Луи-Франсуа Лежёна, «Битва у пирамид», 1808 год

Участвовал в Египетской экспедиции Бонапарта, и вновь командовал разведчиками дивизии генерала Бона. 13 июля сражался при Шубрахите, 21 июля – при Пирамидах. 20 марта 1799 года произведён в капитаны штаба полубригады. 25 апреля 1799 года ранен пулей в левую руку под стенами Акры.
После возвращения во Францию служил с 18-й полубригадой в гарнизоне Парижа. С 29 августа 1803 года по март 1804 года его полубригада была частью дивизии Дюпона в лагере Компьень. Осенью 1805 года 18-й полк присоединился к 3-й пехотной дивизии Леграна 4-го армейского корпуса маршала Сульта Великой Армии. Участвовал в Австрийской кампании 1805 года, Прусской и Польской кампаниях 1806-1807 годов. За отличие в сражении при Йене был 23 ноября 1806 года произведён в командиры батальона, и возглавил 2- батальон 18-го полка. 7 февраля 1807 года 18-й шёл в голове дивизии Леграна. На плато Цигельхоф, расположенном в четверти лье от Эйлау, 1-й батальон попытался атаковать русских, но был отбит и опрокинут прибывшей конницей противника. 2-й батальон, занял позицию левее направления, за которым следовал 1-й, в соответствии с отданным приказом. Пельпор заставил его двигаться медленнее, чем 1-й, чтобы в строю подойти к противнику. Беглецы 1-го батальона бросились на 2-й батальон и остановили их марш, и вскоре их окружила русская конница. Пельпор получил тридцать сабельных и пять штыковых ударов. Своей жизнью Пьер обязан солдату полка, который на следующий день откапал его из под груды окаменевших от снега трупов. Участвовал в Австрийской кампании 1809 года. Отличился в сражении при Эсслинге.
30 мая 1809 года дослужился до звания полковника, и возглавил 18-й линейный. В новой должности дрался при Ваграме и Цнайме. С 1810 по 1811 год служил в Голландии. Участвовал в Русской кампании 1812 года в составе 11-й пехотной дивизии 3-го армейского корпуса маршала Нея. Отличился 18 августа в сражении при Валутиной горе. В Бородинском сражении к 3-м часам утра 7 сентября полк занимал позиции левее Шевардинского редута. В 7 часов утра дивизия выступила к ручью Каменка вслед за 25-й пехотной дивизией, а затем повернула вправо к Семеновским флешам. 1-й, 2-й и 3-й батальоны 18-го линейного полка захватили центральную флешь. Русская пехотная колонна пыталась контратаковать, но 4-й батальон 18-го полка ударил на неё в штыки и принудил к отступлению. Однако вскоре полк оставил флешь, отступив в сторону южной. Другие полки дивизии вновь атаковали русских в районе северной и центральной флешей и в 11-м часу окончательно овладели ими. После этого дивизия выдвинулась на линию Семеновского ручья, где содействовала атакам 2-й пехотной дивизии 1-го армейского корпуса на д. Семеновское. В ходе Бородинского сражения в 18-м линейном полку из 2000 человек выбыло из строя около шестисот. При отступлении армии от Малоярославца к Смоленску дивизия участвовала в боях под Вязьмой и в арьергардном бою при Дорогобуже. В Смоленске командиром 1-й бригады, составленной из 4-го линейного, 93-го линейного и Иллирийского полков, стал полковник Пельпор. 18 ноября под Красным был полностью разгромлен Иллирийский полк. Стремясь прорвать русский заслон, маршал Ней приказал бригадам Пельпора и д’Энена атаковать. Французские пехотные колонны ударили в штыки, отбросили русских стрелков, но были расстроены жестоким картечным огнём и затем отброшены русскими гренадерами и кавалерией. От 4-го линейного полка уцелело около 200 чел., 18-й линейный полк, атакованный лейб-гвардии Уланским полком, был изрублен и потерял своего орла (уцелели 5 офицеров и 25-30 вольтижеров). Остатки дивизии с отрядом Нея совершили обходный марш, вышли к Днепру у д. Сырокоренье и в ночь на 19 ноября перешли реку по тонкому льду. В ночь на 21 ноября уцелевшие бойцы прибыли в Оршу (4-й линейный полк имел под ружьём 80 человек, прочие части – значительно меньше). 27 ноября солдаты дивизии форсировали Березину, 13 декабря перешли Неман у Ковно и в январе 1813 года собрались в Мариенбурге в Восточной Пруссии.
12 апреля 1813 года Пельпор был произведён в бригадные генералы, и был назначен командиром 1-й бригады 20-й пехотной дивизии 6-го корпуса. Сражался при Лютцене и Баутцене. Был ранен пулей в «Битве народов». В 1814 году участвовал в кампании во Франции в Шампани в составе 6-го корпуса, отличился при Ла-Ротьере. 28 февраля ранен пулей в правое бедро при обороне моста в Мо и 30 марта пулей в грудь у Шомона при обороне Парижа.
При первой Реставрации командовал пехотной бригадой Парижского гарнизона. Во время «Ста дней» присоединился к Императору и служил в Южной армии под командой генерала Жилли. 6 мая вышел в отставку по болезни, но 13 июня присоединился к войскам, оборонявшим Париж. 2 июля 1815 года назначен комендантом Нарбона. Входил в состав высшего военного совета в 1818 году.
Участвовал в Испанской экспедиции. Он отличился в атаке на Кампильо-де-Аренас 25 июля 1823 года и за эти действия 8 августа 1823 года получил звание генерал-лейтенанта. 10 июня 1824 года женился на Элизабет Бюрет (фр. Pauline Élisabeth Burète), дочери купца и переработчика. После Июльской революции 1830 года оставался без служебного назначения и вернулся к активной службе только в 1834 году. В 1836 году стал генеральным инспектором лагеря Сент-Омер, затем командующим 21-го и 11-го военных округов. В 1839 году он был поставлен во главе 21-го военного округа в Перпиньяне. 25 декабря 1841 года стал пэром Франции, на следующий год - мэр Бордо. Пельпор отказался от этих последних функций по возрасту и редко заседал в Люксембургском дворце. Он являлся генеральным советником Жиронды, муниципальным советником Бордо и председателем больничных комиссий. Помещённый вскоре после этого в резерв Генерального штаба, он автоматически был допущен к отставке в качестве генерал-лейтенанта 30 мая 1848 года.
Умер 15 декабря 1855 года в Бордо в возрасте 82 лет. После смерти генерала, в 1857 году были изданы его мемуары.
В 20-м округе Парижа одна из улиц носит его имя. Также в столице Франции одна из станций метро названа в его честь. В Бордо также есть улица и казармы Пельпора.

## Воинские звания
- Солдат (24 июня 1793 года);
- Младший лейтенант (25 декабря 1793 года);
- Лейтенант (20 апреля 1797 года);
- Капитан (20 марта 1799 года);
- Командир батальона (23 ноября 1806 года);
- Полковник (30 мая 1809 года);
- Бригадный генерал (12 апреля 1813 года);
- Генерал-лейтенант (8 августа 1823 года).

## Титулы

Герб барона

- Барон Пельпор и Империи (фр. baron Pelleport et de l'Empire; декрет от 15 августа 1809 года, патент подтверждён 4 января 1811 года в Париже)[2][3];
- Виконт Пельпор (фр. vicomte Pelleport; декрет от 15 февраля 1823 года, патент подтверждён 17 августа 1823 года в Париже).

## Награды
Легионер ордена Почётного легиона (5 ноября 1804 года)
 Офицер ордена Почётного легиона (23 июля 1809 года)
 Коммандан ордена Почётного легиона (2 сентября 1812 года)
 Кавалер ордена Железной короны (19 ноября 1813 года)
 Кавалер Военного ордена Святого Людовика (19 июля 1814 года)
 Кавалер испанского королевского военного ордена Святого Фердинанда 4-го класса (23 ноября 1823 года)
 Великий офицер ордена Почётного легиона (29 октября 1826 года)
 Командор Военного ордена Святого Людовика (15 сентября 1827 года)